# Перший відвідувач
«Перший відвідувач» (рос. «Первый посетитель») — радянський художній фільм 1965 року, знятий на кіностудії «Ленфільм».

## Сюжет
Дія фільму відбувається 24-29 жовтня 1917 року. Селянин Василь Шубін приїжджає в Петроград зі скаргою на незаконну реквізицію коня. Не знайшовши захисту у тимчасового уряду, перший селянський ходок знаходить співчуття і підтримку у Леніна.

## У ролях
- Юрій Дубровін — Василь Шубін, селянин
- Руфіна Ніфонтова — Олександра Коллонтай
- Інокентій Смоктуновський — Володимир Ілліч Ленін
- Ігор Ясулович — Григорій Любимов
- Ігор Горбачов — Веліхов
- Борис Чирков — дядя Федя
- Аліса Фрейндліх — Таня
- Олександр Попов — Лавров
- Валерій Биченко — Єгоров
- Павло Панков — швейцар
- Герман Муравйов — комісар
- Сергій Філіппов — діловод
- Анатолій Шведерський — одноокий чиновник
- Борис Льоскін — чиновник
- В'ячеслав Крунчак — чиновник
- Олег Бєлов — Князєв
- Кирило Гун — чиновник
- Пантелеймон Кримов — візник
- Олександр Момбелі — візник
- Федір Нікітін — скарбник
- М. Невельський — епізод
- Геннадій Нілов — Бубнов
- Анатолій Пустохін — Мілютін
- Фаїна Раневська — стара дама
- Юрій Соловйов — солдат-інвалід
- Сергій Свистунов — Амосов, від притулку установ
- Євген Басов — епізод
- Геннадій Воропаєв — Дибенко
- Володимир Васильєв — Скрипкін
- І. Гришечкін — епізод
- Зінаїда Дорогова — матуся
- Леонтина Дьоміна — Круглова
- Марина Кузнецова — баба
- Володимир Татосов — комісар
- Д. Тух — епізод
- Віталій Щенніков — грабіжник
- Герман Хованов — Бонч-Бруєвич
- Ігор Класс — Дзержинський
- В. Лебедєв — епізод
- Юрій Гамзін — епізод
- Олександр Блінов — епізод
- Микола Кузьмін — візник
- Л. Прокопенко — епізод
- М. Варламов — епізод
- Микола Вакуров — М. І. Подвойський
- Альберт Пєчніков — матрос
- Анатолій Азо — більшовик
- Михайло Ордовський — епізод
- Аркадій Оберберг — епізод
- Олександр Суснін — епізод
- Євген Філатов — купець в шинку

## Знімальна група
- Режисер — Леонід Квініхідзе
- Сценарист — Данило Гранін
- Оператори — Моїсей Магід, Лев Сокольський
- Композитор — Василь Соловйов-Сєдой
- Художник — Олександр Блек